# US Open 2012 - Qualificazioni singolare ragazzi

## Teste di serie
1. Maxime Hamou (qualificato)
2. Connor Farren (primo turno)
3. Jorge Brian Panta (turno di qualificazione)
4. Evan Hoyt (turno di qualificazione)
5. Vasco Mensurado (qualificato)
6. Austin Siegel (primo turno)
7. Lukas Mugevicius (primo turno)
8. Karen Chačanov (qualificato)

1. Cameron Norrie (primo turno)
2. Or Ram-Harel (qualificato)
3. Hugo Cesar Dojas (turno di qualificazione)
4. Ricky Medinilla (primo turno)
5. Brayden Schnur (primo turno)
6. Cem İlkel (turno di qualificazione)
7. Hugo Di Feo (turno di qualificazione)
8. Jordan Tucker Daigle (primo turno)

## Wildcard
1. George Goldhoff (primo turno)
2. Michael Mmoh (qualificato)
3. Mitchell Stewart (turno di qualificazione)

1. William Blumberg (primo turno)
2. Shotaro Goto (qualificato)
3. Frances Tiafoe (turno di qualificazione)

## Qualificati
1. Maxime Hamou
2. Jose Antonio Salazar Martin
3. Michael Mmoh
4. Or Ram-Harel

1. Vasco Mensurado
2. Sumit Nagal
3. Shotaro Goto
4. Karen Chačanov

## Tabellone qualificazioni

### Legenda
| - Q = Qualificato - WC = Wild card - LL = Lucky loser | - ALT = Alternate - SE = Special Exempt - PR = Protected Ranking | - w/o = Walkover - r = Ritirato - d = Squalificato |

### Sezione 1
|  | Primo turno | Primo turno     | Primo turno | Primo turno | Primo turno |  |  | Turno di qualificazione | Turno di qualificazione | Turno di qualificazione | Turno di qualificazione | Turno di qualificazione |  |
|  |             |                 |             |             |             |  |  |                         |                         |                         |                         |                         |  |
|  | 1           | Maxime Hamou    | 4           | 6           | 6           |  |  |                         |                         |                         |                         |                         |  |
|  |             | Trey Strobel    | 6           | 2           | 3           |  |  | 1                       | Maxime Hamou            | 4                       | 7                       |                         |  |
|  | WC          | George Goldhoff | 6           | 3           | 3           |  |  | 14                      | Cem İlkel               | 6                       | 5                       | r                       |  |
|  | 14          | Cem İlkel       | 0           | 6           | 6           |  |  |                         |                         |                         |                         |                         |  |

### Sezione 2
|  | Primo turno | Primo turno                 | Primo turno   | Primo turno | Primo turno |  |  | Turno di qualificazione | Turno di qualificazione     | Turno di qualificazione | Turno di qualificazione | Turno di qualificazione |  |
|  |             |                             |               |             |             |  |  |                         |                             |                         |                         |                         |  |
|  | 2           | Connor Farren               | 3             | 6           | 3           |  |  |                         |                             |                         |                         |                         |  |
|  |             | Jose Antonio Salazar Martin | 6             | 4           | 6           |  |  |                         | Jose Antonio Salazar Martin | 4                       | 6                       | 6                       |  |
|  |             | Diego Pedraza               | Diego Pedraza | 1           | 5           |  |  | 15                      | Hugo Di Feo                 | 6                       | 4                       | 3                       |  |
|  | 15          | Hugo Di Feo                 | Hugo Di Feo   | 6           | 7           |  |  |                         |                             |                         |                         |                         |  |

### Sezione 3
|  | Primo turno | Primo turno       | Primo turno       | Primo turno | Primo turno |  |  | Turno di qualificazione | Turno di qualificazione | Turno di qualificazione | Turno di qualificazione | Turno di qualificazione |  |
|  |             |                   |                   |             |             |  |  |                         |                         |                         |                         |                         |  |
|  | 3           | Jorge Brian Panta | Jorge Brian Panta | 7           | 6           |  |  |                         |                         |                         |                         |                         |  |
|  |             | Luca Corinteli    | Luca Corinteli    | 63          | 1           |  |  | 3                       | Jorge Brian Panta       | 6                       | 67                      | 0r                      |  |
|  | WC          | Michael Mmoh      | Michael Mmoh      | 6           | 6           |  |  | WC                      | Michael Mmoh            | 4                       | 7                       | 3                       |  |
|  | 12          | Ricky Medinilla   | Ricky Medinilla   | 4           | 4           |  |  |                         |                         |                         |                         |                         |  |

### Sezione 4
|  | Primo turno | Primo turno       | Primo turno       | Primo turno | Primo turno |  |  | Turno di qualificazione | Turno di qualificazione | Turno di qualificazione | Turno di qualificazione | Turno di qualificazione |  |
|  |             |                   |                   |             |             |  |  |                         |                         |                         |                         |                         |  |
|  | 4           | Evan Hoyt         | 7                 | 4           | 7           |  |  |                         |                         |                         |                         |                         |  |
|  |             | Naoki Nakagawa    | 64                | 6           | 5           |  |  | 4                       | Evan Hoyt               | Evan Hoyt               | 4                       | 4                       |  |
|  |             | Daniel Kerznerman | Daniel Kerznerman | 3           | 1           |  |  | 10                      | Or Ram-Harel            | Or Ram-Harel            | 6                       | 6                       |  |
|  | 10          | Or Ram-Harel      | Or Ram-Harel      | 6           | 6           |  |  |                         |                         |                         |                         |                         |  |

### Sezione 5
|  | Primo turno | Primo turno      | Primo turno     | Primo turno | Primo turno |  |  | Turno di qualificazione | Turno di qualificazione | Turno di qualificazione | Turno di qualificazione | Turno di qualificazione |  |
|  |             |                  |                 |             |             |  |  |                         |                         |                         |                         |                         |  |
|  | 5           | Vasco Mensurado  | Vasco Mensurado | 6           | 6           |  |  |                         |                         |                         |                         |                         |  |
|  |             | Matthew Rossouw  | Matthew Rossouw | 4           | 4           |  |  | 5                       | Vasco Mensurado         | 7                       | 4                       | 6                       |  |
|  | WC          | Mitchell Stewart | 3               | 6           | 6           |  |  | WC                      | Mitchell Stewart        | 64                      | 6                       | 4                       |  |
|  | 13          | Brayden Schnur   | 6               | 1           | 2           |  |  |                         |                         |                         |                         |                         |  |

### Sezione 6
|  | Primo turno | Primo turno      | Primo turno   | Primo turno | Primo turno |  |  | Turno di qualificazione | Turno di qualificazione | Turno di qualificazione | Turno di qualificazione | Turno di qualificazione |  |
|  |             |                  |               |             |             |  |  |                         |                         |                         |                         |                         |  |
|  | 6           | Austin Siegel    | Austin Siegel | 4           | 2           |  |  |                         |                         |                         |                         |                         |  |
|  |             | Sumit Nagal      | Sumit Nagal   | 6           | 6           |  |  |                         | Sumit Nagal             | Sumit Nagal             | 7                       | 7                       |  |
|  | WC          | William Blumberg | 6             | 3           | 64          |  |  | 11                      | Hugo Cesar Dojas        | Hugo Cesar Dojas        | 63                      | 5                       |  |
|  | 11          | Hugo Cesar Dojas | 4             | 6           | 7           |  |  |                         |                         |                         |                         |                         |  |

### Sezione 7
|  | Primo turno | Primo turno          | Primo turno          | Primo turno | Primo turno |  |  | Turno di qualificazione | Turno di qualificazione | Turno di qualificazione | Turno di qualificazione | Turno di qualificazione |  |
|  |             |                      |                      |             |             |  |  |                         |                         |                         |                         |                         |  |
|  | 7           | Lukas Mugevicius     | Lukas Mugevicius     | 4           | 3           |  |  |                         |                         |                         |                         |                         |  |
|  |             | Franz Sydow          | Franz Sydow          | 6           | 6           |  |  |                         | Franz Sydow             | Franz Sydow             | 0                       | 3                       |  |
|  | WC          | Shotaro Goto         | Shotaro Goto         | 6           | 6           |  |  | WC                      | Shotaro Goto            | Shotaro Goto            | 6                       | 6                       |  |
|  | 16          | Jordan Tucker Daigle | Jordan Tucker Daigle | 2           | 4           |  |  |                         |                         |                         |                         |                         |  |

### Sezione 8
|  | Primo turno | Primo turno            | Primo turno            | Primo turno | Primo turno |  |  | Turno di qualificazione | Turno di qualificazione | Turno di qualificazione | Turno di qualificazione | Turno di qualificazione |  |
|  |             |                        |                        |             |             |  |  |                         |                         |                         |                         |                         |  |
|  | 8           | Karen Chačanov         | Karen Chačanov         | 7           | 6           |  |  |                         |                         |                         |                         |                         |  |
|  |             | Matias Franco Descotte | Matias Franco Descotte | 5           | 1           |  |  | 8                       | Karen Chačanov          | Karen Chačanov          | 7                       | 6                       |  |
|  | WC          | Frances Tiafoe         | Frances Tiafoe         | 6           | 6           |  |  | WC                      | Frances Tiafoe          | Frances Tiafoe          | 5                       | 2                       |  |
|  | 9           | Cameron Norrie         | Cameron Norrie         | 2           | 4           |  |  |                         |                         |                         |                         |                         |  |